# فوضى قهرية
الفوضى القهرية، أو اضطراب التخلص القهري، (بالإنجليزية: Compulsive decluttering)‏، هي نمط من السلوك يتميز برغبة مفرطة في التخلص من الأشياء في المنزل أو مكان المعيشة. غالبًا ما تكون منازل المصابين بهذا الإضطراب القهري فارغة. وهو عكس الاكتناز القهري.
اضطراب التخلص القهري هو نوع من الاضطراب يصنف ضمن اضطراب واسع، وهو اضطراب الوسواس القهري، أو الوسواس القهري. التخلص القهرية هي عملية رمي الأشياء، أو التخلص منها في محاولة «التنظيف» وهو ما قد يعتقده المرء المصاب بهذا الاضطراب. على الرغم من أنه عكس اضطراب الاكتناز القهرى، إلا أن الأثنان مرتبطان لأنهما يقعان تحت مظلة الوسواس القهري. ويُعرف التخلص القهري أيضًا باسم «الإسبرطى القهري».
نظرًا لأن البيئة النظيفة تبدو أفضل وأكثر تنظيمًا من البيئة «المزدحمة»، يمكن للأشخاص البدء في التعود هذا السلوك، والذى يمكن أن يتطور ليصل إلى اضطراب التخلص القهري. يمكن للناس غالبًا أن يسيئون فهم الفرق بين التنظيف والترتيب العادى لأماكن المعيشة وبين هذا الاضطراب. لكن الأشخاص الذين يعانون من هذا الاضطراب المزعج يشعرون أن أي عناصر حولهم تثير الفوضى والقلق أو تعطل حياتهم اليومية. ويشعر أن التخلص من هذه الأشياء ورميها يمنحهم الرضا والسعادة، ويعطيهم فكرة أنهم يتحكمون في حياتهم.

## العلامات والأعراض
تشمل أعراض التخلص الهري التخلص المتكرر من الأشياء وإعادة التنظيم المتكررة في مكان المعيشة. قد يتساءل بعض المصابين بهذا الاضطراب عما إذا كان لديهم ما يكفي من عناصر معينة أم لا، وقد لا يشعرون بالراحة أبدًا حتى إذا كان كل شيء في «ترتيبهم» المطلوب. في بعض الحالات، تكون الأعراض كمثل أن يشعر الشخص باستمرار وكأنه بحاجة إلى حذف النصوص ورسائل البريد الإلكتروني وسجل المتصفح وحتى الصور من أجهزته 

## الآثار
يمكن أن يكون تأثير التخلص القهري من الاشياء على المصاب كبير. لأن هذا الاضطراب ينطوي على التخلص من أي شيء قد يزعج الشخص بسبب الشعور بالفوضى التي قد يضيفها إلى حياته، ويسبب ذلك عبء مالي كبير. هذا الاضطراب يجعل الناس يعتقدون أنهم أفضل حالًا عند التخلص مما لديهم حاليًا، وبالتالى إعادة شراء بديل إذا ومتى احتاجوا إلى واحد.
على سبيل المثال، إذا كان هناك قلم على مكتب، ويجعله يبدو غير منظم، فمن المرجح أن شخصًا ما يعاني من هذا الأضطراب المزعج سيرميه بعيدًا في محاولة لتنظيم المكتب، وعندما يحتاج إلى القلم للكتابة به، يضطر لشراء واحد جديد. عندما تبدأ هذه العملية في «التكرار»، فهذه علامة على أن لديهم اضطراب التخلص قهري.
يأتي العبء المالي من إعادة الشراء المتكررة للأشياء التي كان الناس سيملكونها لفترة طويلة، ولن يحتاجوا عادةً إلى إعادة شرائها. ويمكن أن تصبح هذه العناصر التي يتم استبدالها أكثر تكلفة بكثير.
قد يقوم المصابين بهذا الأضطراب بالتخلص من الأشياء وإعادة شرائها ويمكن أن تشمل الهواتف والأثاث وحتى المجوهرات في الحالات الشديدة. وتتشابه التأثيرات التي تظهر في هذا الاضطراب إلى حد كبير مع تلك التي تندرج تحت الوسواس القهري، على الرغم من أنه يمكن تصوير هذه التأثيرات بطرق مختلفة من شخص لاخر بشكل كبير.

## العلاجات
في حين لا توجد علاجات محددة للتخلص القهري في هذا الوقت، يتم تطبيق محاولات العلاج المختلفة التي تستخدم لعلاج الوسواس القهري.